# Карфілзоміб

Скелетна формула карфілзомібу (торгова назва "Кіпроліс") - протеасомного інгібітора другого покоління, що використовується для лікування рецидивної чи рефрактерної множинної мієломи.

Карфілзоміб - це протираковий препарат, що продається під торговою маркою "Кіпроліс". Діє як селективний інгібітор протеасом. За своїм хімічним складом є тетрапептидним епоксикетоном та аналогом і одним з похідних епоксоміцину. Був розроблений американською біофармацевтичною компанією Onyx Pharmaceuticals. Можна зустріти абревіатуру CFZ, яка зазвичай використовується для позначення карфілзоміба, проте скорочення назв препаратів не є широкою практикою в медицині.
Управління з продовольства і медикаментів США (FDA) схвалило препарат 20 липня 2012 року для використання людьми з множинною мієломою, які перед цим вже отримували як мінімум два лікування, включаючи лікування бортезомібом та імуномодулюючу терапію (наприклад, леналідомід), та продемонстрували прогресування захворювання впродовж 60 днів після завершення останньої терапії. Першопочаткове схвалення препарату базувалося на кількості відгуків. Дані, які демонструють загальне виживання пацієнтів, були продемонстровані пізніше в дослідженні ENDEAVOR та схвалені FDA. Наразі даний препарат призначається для використання в якості єдиного агента пацієнтам з рецидивною чи рефрактерною множинною мієломою, які отримали одну чи декілька ліній терапії. У липні 2015 року FDA схвалило використання карфілзомібу у якості компоненту комбінованої терапії.
Цей новий препарат показав позитивні результати ефективності та безпеки в II та III фазах клінічних випробувань, незважаючи на те, що хвороба не піддається лікуванню такими агентами, як бортезоміб та леналідомід. Хоча результати з перевірки ефективності залишаються об’єктивно низькими, але вони все одно вражають, беручи до уваги той факт, що рецидивна множинна мієлома – дуже важке для лікування та смертельне захворювання, з низьким загальним показником виживання. У якості надійного варіанту терапії карфілзоміб забезпечує покращені показники виживання та мінімізує ризики для пацієнтів.
Вартість терапії з використанням карфілзомібу тривалістю 72 тижні складає близько 214 464$, тоді як середня оптова ціна препарату складає 2 234$. Карфілзоміб постачається у вигляді флакону на 60 мг для одноразового використання, який при розчиненні дає концентрацію 2 мг/мл.

## Історія
Карфілзоміб є похідним епоксоміцину – натуральної сполуки, яка, як показала лабораторія Крейга Крюса у Єльському університеті, інгібує функціонування протеасом. Лабораторія Крюса згодом винайшла більш специфічне похідне епоксоміцину під назвою YU101, яке було ліцензовано американською біотехнологічною компанією Proteolix, Inc. Вчені з компанії Proteolix винайшли нову, відмінну від інших сполуку, яка може бути використана у якості лікарського препарату для хворих, відому під назвою карфілзоміб. Proteolix спрямував карфілзоміб в декілька клінічних випробувань I та II фази, включаючи ключове клінічне випробування II фази, призначене для отримання прискореного схвалення препарату. Клінічні випробування препарату продовжують проводитися компанією Onyx Pharmaceuticals, яка придбала Proteolix у 2009 році.
У січні 2001 року FDA надало карфілзомібу «fast track» статус – призначення досліджуваного лікарського засобу для прискореного огляду з метою сприяння розробці препаратів, які лікують важкі та небезпечні хвороби та задовольняють необхідні медичні потреби. Це дозволило компанії Onyx ініціювати неперервне подання заявки на новий препарат карфілзоміб. У грудні 2011 року FDA, на основі дослідження 003-А1, надало статус «standard review designation» для подачі заявки на новий препарат – такий статус надається заявкам на препарати, що не відповідають критеріям пріоритетного розгляду. У зазначеному випробуванні брало участь 266 пацієнтів з рецидивною та рефрактерною множинною мієломою, які раніше лікувались щонайменше двома способами, включаючи лікування бортезомібом та талідомідом чи леналідомідом.

## Механізм дії
Карфілзоміб являє собою модифікований епоксикетон та є похідним епоксоміцину з потенційною протипухлинною активністю. Препарат вибірково впливає на протеасомні ферменти всередині клітини. Він ковалентно необоротно зв’язується та інгібує хімотрипсинподібну активність протеасоми 20S – протеазного комплексу, що відповідає за руйнування великої кількості клітинних білків. Окрім цього, препарат зв’язується також і з основним компонентом протеасоми 26S, оскільки остання є комплексом, що містить протеасоми 20S та 19S. Інгібування протеолізу, опосередкованого протеасомами, призводить до накопичення поліубіквітинованих білків, що, в свою чергу, може призвести до зупинки клітинного циклу, індукції апоптозу та інгібування росту пухлини.
Карфілзоміб мінімально взаємодіє з непротеасомними мішенями, що покращує його профілі безпечності порівняно з бортезомібом.

## Фармакокінетика
При внутрішньовенному введенні карфілзомібу в рекомендованій початковій дозі 20 мг/м2, максимальна концентрація в плазмі досягається впродовж декількох хвилин, а системний вплив досягається менше ніж за годину. Було виявлено, що концентрація препарату в плазмі залежить від дози, що було помічено при збільшенні рекомендованої дози карфілзомібу. Карфілзоміб широко проникає у всі тканини, окрім тканин мозку. Доза 20 мг/м2 в перший день продемонструвала середній об’єм розподілення 28 л. Карфілзоміб має високий ступінь зв’язування з білками, що складає приблизно 97%.
Препарат швидко та широко метаболізується за межами печінки. Двома основними шляхами метаболізму є розщеплення пептидазою та епоксидний гідроліз. Карфілзоміб швидко виводиться нирками та з жовчю з періодом напіввиведення менше однієї години у перший день застосування рекомендованої дози, у результаті чого менше 1% препарату залишається інтактним. Упродовж 24 годин 25% карфілзоміба виводиться у вигляді неактивних метаболітів.   

## Клінічні дослідження та побічні ефекти
Одноетапне випробовування II фази (003-А1) карфілзомібу у пацієнтів з рецидивною та рефрактерною множинною мієломою показало, що монотерапія даним препаратом продемонструвала клінічну ефективність, що склала 36% у 266 обстежених пацієнтів. При цьому препарат мав загальний рівень реакції 22,9% та середню тривалість відповіді 7.8 місяців. FDA схвалив карфілзоміб на основі результатів випробовування 003-А1.
У випробовуванні II фази (004) карфілзоміб показав 53% від загального рівня реакції серед пацієнтів з рецидивною та/або рефрактерною множинною мієломою, які раніше не лікувались бортезомібом. Це дослідження також включало когорту пацієнтів, які лікувались бортезомібом. Результати були представлені окремо. Дане дослідження також показало, що пролонговане лікування карфілзамібом цілком допустимо: близько 22% пацієнтів продовжували лікування довше одного року. Дослідження 004 було менш об’ємним, оскільки першопочатково воно розроблялось для дослідження впливу лікування карфілзомібом на процес лікування бортезомібом у пацієнтів з менш інтенсивним попереднім лікуванням (1-3 попередніх лікувальних режими).
Випробовування II фази (005), в якому оцінювали безпечність, фармакокінетику, фармакодинаміку та ефективність карфілзомібу у пацієнтів з множинною мієломою та різним ступенем ниркової недостатності, де майже 50% пацієнтів не лікувались бортезомібом та леналідомідом, продемонстрували, що фармакокінетика та безпечність не залежали від ступеня ниркової недостатності – карфілзоміб сприймався організмом та показав свою ефективність.
В іншому випробовуванні II фази (006) за участю пацієнтів з рецидивною та/або рефрактерною множинною мієломою карфілзоміб у комбінації з леналідомідом і дексаметазоном продемонстрував загальний рівень відповіді 69%.
Випробовування II фази (007) з пацієнтами з множинною мієломою та солідними пухлинами показало перспективні результати.
У випробуваннях II фази карфілзомібу найбільш частими побічними ефектами, що проявлялись при лікуванні, були гематологічна токсичність з тромбоцитопенією, анемією, лімфопенією, нейтропенією, пневмонією, гіпонатріємією та втомою.
У випробовуванні I/II фази комбінація карфілзоміба, леналідоміду та дезоксиметазону в низьких дозах була високоактивною та добре переносилась пацієнтами, що дозволяло використовувати повні дози упродовж тривалого часу хворим з вперше діагностованою множинною мієломою. При цьому потреба у певній зміні дози була обмежена. Реакції були швидкими та з часом покращувались, досягаючи 100% дуже доброї часткової відповіді.
Крім цього, шлунково-кишкові розлади, включаючи діарею та нудоту, є негематологічною групою побічних ефектів, що зазвичай спостерігаються при використанні інгібіторів протеасом. Також, кардіоваскулярна токсичність може бути результатом лікування карфілзомібом через вплив на протесоми в міокарді. Таким чином, оцінка стану пацієнта та оцінка ризиків до початку терапії карфілзомібом мають вирішальне значення та є дуже важливими.
Підтверджувальне клінічне випробування III фази, відоме як випробовування ASPIRE, порівнювало лікування карфілзомібом, леналідомідом та дексаметазоном (KRd) з лікуванням лише леналідомідом та дексаметазоном (Rd) у хворих на множинну мієлому і демонструвало покращення показників виживання без прогресування (PFS) та показників загального виживання. Припинення лікування через побічні ефекти відбувалось рідше у групі KRd, ніж у групи Rd. Ці побічні ефекти включали тромбоцитопенію, серцеву недостатність та артеріальну гіпертензію.